# Flughafen Baucau

i7
i11
i13

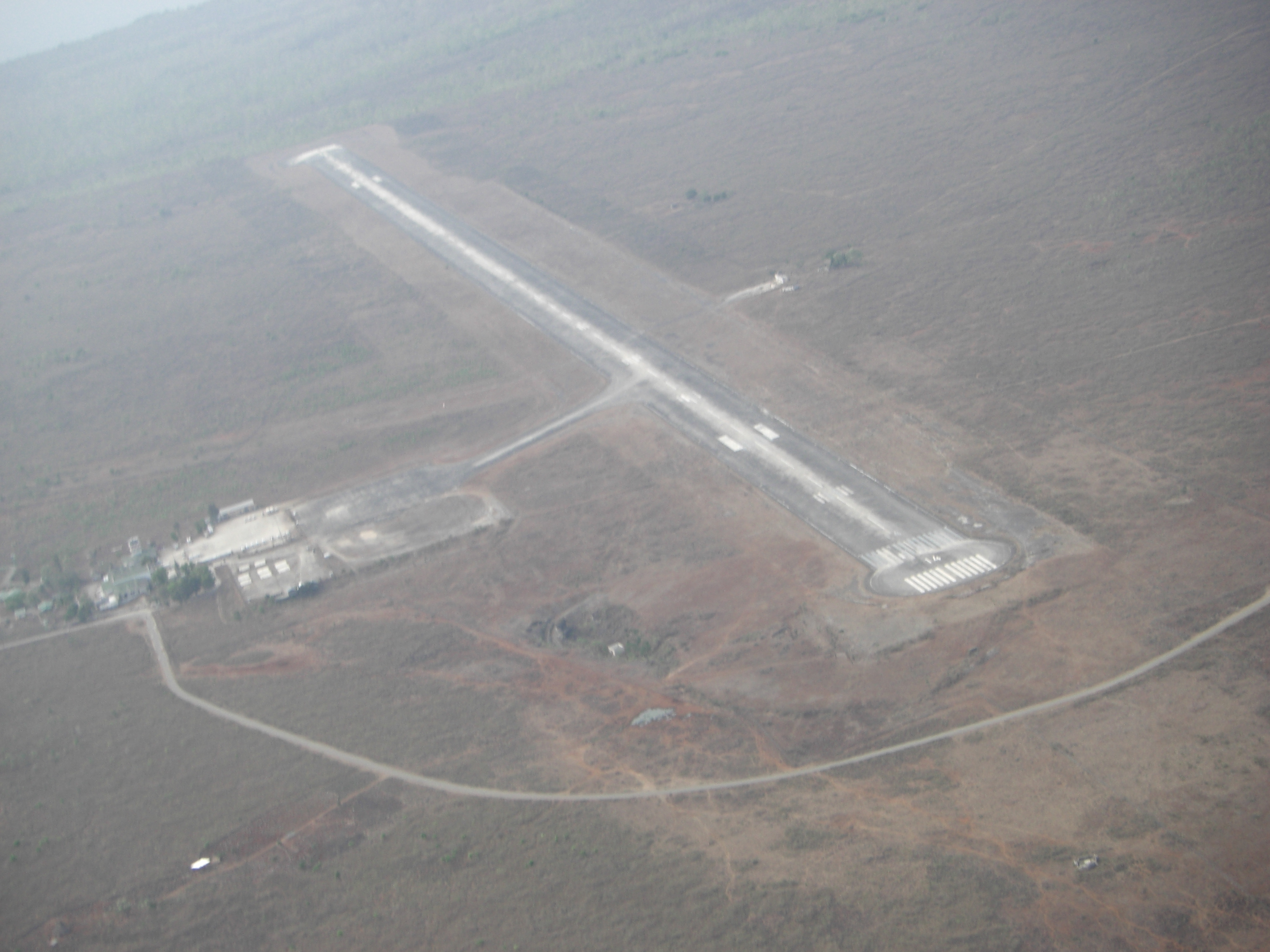
Der Flughafen von der Luft aus

Der Flughafen Baucau (portugiesisch Airoporto Baucau, ehemals Cakung Airport, IATA-Code: BCH, ICAO-Code: WPEC) liegt etwa sechs Kilometer südwestlich von Baucau, im Suco Bahu, auf einer Höhe von 542 m über dem Meeresspiegel. Er ist der einzige Flughafen Osttimors, auf dem größere Maschinen als die Boeing 737 landen können. Er wird in erster Linie für militärische und Versorgungsflüge genutzt.
Noch in der portugiesischen Kolonialzeit war der Flughafen das einzige Ziel internationaler Linienflüge, wie zum Beispiel von der Trans Australia Airlines. Im Mai 1939 wurde die Flugroute London–Darwin mit Baucau als Zwischenlandungspubkt eröffnet. Baucau verfügte damals als einziger Flughafen auf Timor über eine Landepiste nach internationalen Normen. Baucau war der Heimatflughafen der Transportes Aéreos de Timor (TAT). Mit der indonesischen Besetzung Osttimors 1975 endete der Linienverkehr.
2022 wurde der Flughafen mit US-amerikanischer Hilfe renoviert. Die USA finanzierten auch den Aufbau einer Flughafenfeuerwehr mit modernem Löschfahrzeug.
Zurzeit sind reguläre zivile Flugverbindungen nach Baucau nicht im internationalen Buchungssystem der Fluggesellschaften vermerkt. Diese fliegen zum Flughafen Presidente Nicolau Lobato in Dili.

## Zwischenfälle
- Am 31. Januar 2003 zerschellte eine Iljuschin Il-76TD kurz vor Erreichen des Flughafens. Dabei kamen zwei Passagiere und vier Besatzungsmitglieder ums Leben (siehe auch Flugunfall in Osttimor 2003).[3]